# Qasr Banat
Qasr Banat ou Qasr Isawi est le nom actuel d'un site archéologique libyen. Il conserve les vestiges d'un fortin romain du IIIe siècle.